# Fausto De Stefani
Fausto De Stefani (Asola, 11 febbraio 1952) è un alpinista italiano.

## Biografia
Inizia l'attività alpinistica a diciotto anni. Nel 1972 diventa istruttore provinciale di addestramento di salita su roccia e ghiaccio per il Club Alpino Italiano. Per dieci anni svolge un'intensa attività per lo più sulle Alpi occidentali e centrali, sulle quali apre nuove vie. A ventinove anni (1981) diventa Istruttore Nazionale di Alpinismo (INA) del CAI.
A partire dal 1981 rivolge il proprio interesse verso le catene dell'Himalaya e del Karakorum, scalando in successione tutte le più alte vette al mondo, spesso in "stile alpino" (ovvero con equipaggiamento leggero). Nel 1983 in Asia scala il K2, la sua prima vetta sopra gli ottomila.
Sostiene di essere stato il secondo alpinista italiano dopo Reinhold Messner ed il sesto al mondo ad aver scalato tutte le quattordici vette superiori agli 8000 metri s.l.m. (nel periodo 1983-1998), ma l'impresa non è unanimemente accettata. De Stefani e Sergio Martini dichiararono d'aver scalato il Lhotse nel 1998, ma il giorno dell'ascesa ci fu una tempesta e né le foto né i riferimenti forniti furono considerati abbastanza chiari. Qualche giorno dopo, un altro alpinista dichiarò d'aver visto le orme degli italiani arrestarsi prima della vetta, facendo sì che l'impresa non fosse convalidata nelle classifiche ufficiali.
Tutte le salite sono state compiute senza l'uso di bombole d'ossigeno, eccetto quella sull'Everest del 1994.
Nel 1988 è tra soci fondanti dell'associazione internazionale Mountain Wilderness, della quale dal 1993 è garante internazionale e con cui ha organizzato la spedizione internazionale "Free K2" per la pulizia del monte dai quintali di rifiuti accumulati in anni dalle precedenti spedizioni.
Si è distinto per varie iniziative umanitarie in Nepal ed altre zone. È ambientalista e fotografo naturalista, con una collezione di circa 15.000 diapositive, alcune delle quali esposte in varie città europee.
Da anni con la associazione Senza Frontiere porta avanti la costruzione di scuole per bambini senza fissa dimora in Nepal (5 scuole già realizzate, tra cui Kirtipur), laboratorio artistico-artigianale e ambulatorio in fase di costruzione. Da solo attraverso centinaia di iniziative ogni anno raccoglie innumerevoli fondi per mandare avanti questi progetti in Nepal.